# Fritz Joost
Fritz Joost (14 de julho de 1954) é um ex-ciclista suíço. Competiu nos Jogos Olímpicos de Verão de 1980 em Moscou, onde foi membro da equipe suíça de ciclismo que terminou em décimo quarto lugar na prova de 100 km contrarrelógio por equipes.